# 赤坂正浩
赤坂 正浩（あかさか まさひろ、1956年1月14日 - ）は、日本の法学者。専門は憲法。学位は、博士（法学）（神戸大学・論文博士・2011年）。神戸大学名誉教授。元司法試験考査委員（憲法）。2017年より法政大学法学部教授。小嶋和司門下。

## 学歴
- 1974年03月 - 静岡県立静岡東高等学校卒業
- 1979年03月 - 東北大学法学部卒業
- 1981年03月 - 東北大学大学院法学研究科博士前期課程修了（小嶋和司門下）
- 1984年03月 - 東北大学大学院法学研究科博士後期課程単位取得退学
- 2011年09月 - 神戸大学より博士（法学）の学位を取得（学位論文「立憲国家と憲法変遷」

## 職歴
日本大学法学部専任講師、同助教授、同教授、2001年神戸大学大学院法学研究科教授（後、神戸大学法科大学院長となり）、2011年立教大学法学部教授を経て、2017年より法政大学法学部教授に就任。平成22年度新司法試験考査委員。

## 著書
- 『基本的人権の事件簿』（共著、有斐閣、初版1997年、第2版2002年）
- 『憲法1、2』（渋谷秀樹共著、有斐閣、初版2000年、第2版2004年、第3版2007年、第4版2010年）
- 『プロセス演習憲法』(棟居快行・工藤達朗・小山剛・石川健治・内野正幸・大沢秀介・大津浩・駒村圭吾・笹田栄司・宍戸常寿・鈴木秀美・畑尻剛・村田尚紀・宮地基・矢島基美・山元一と共著、信山社、初版2004年、第2版2005年、第3版2007年)
- 『ケースブック憲法』(共著、弘文堂、初版2004年、第2版2007年)
- 『ファーストステップ憲法』(共著、有斐閣、初版2005年)
- 『立憲国家と憲法変遷』（信山社、2008年）
- 『憲法講義（人権）』（信山社、2011年）